# Порто-Риш, Жорж де
Жорж де Порто-Риш (1849—1930) — французский поэт и драматург.
В своих пьесах создал страстные и волнующие женские образы и отразил неизбежность продолжающейся дуэли между мужчинами и женщинами в результате их антагонистического взгляда на жизнь. Образ Жермены, страстной и требовательной главной героини комедии «Влюблённая» (L’amoureuse; театр Одеон, 1891), считается одной из лучших ролей Шарлотты Режан, звезды французского театра «прекрасной эпохи».

## Театр любви
В отличие от традиционной драматургии, находящейся под влиянием Эмиля Золя и Андре Антуана, и насыщающей драмы значительным жизненным содержанием, произведения Порто Риша целиком посвящены проблемам взаимоотношений влюбленных, супружеским изменам и интимным переживаниям героев, при этом действие всегда разворачивается в буржуазно-аристократической среде и полусвете. Используя всевозможные вариации на тему «любовного треугольника»("ménage à trois "), автор достигает изощренности в психологической нюансировке персонажей и выстраивании сюжета, но при этом лишает пьесы философской и моральной наполненности.
Термином «Театр любви» критики обозначили пьесы Порто-Риша, в которых автор отказывается как от действия в общепринятом смысле, так и от характеристики персонажей. Единственной темой произведения остается любовь, оттенки которой тонко раскрываются женскими персонажами. Диалоги, прерываемые длительными паузами, в чем-то предвосхищают методы символической драмы. С точки зрения истории литературы, «Театр любви» занимает промежуточное положение между обычной драмой 19-го века и авангардистскими пьесами, пришедшими на сцену после Первой мировой войны. Влияние Порто-Риша ощущается в работах Поля Жеральди, Анри Батайля, Тристана Бернара, Эдуара Бурде и Саши Гитри.
Провокационность «Театра любви» Порто-Риша состояла, с одной стороны, в откровенной теме сексуальности, а с другой — в нападках на брак как центральный институт буржуазного общества. Леон Блюм, например, прямо ссылался на «Театр любви» в своем скандальном эссе «Du Mariage» (1907), в котором он призывал к разделению брака и любви.

## Творчество
Его стихотворения вышли в сборниках:
- «Prima Verba» (1872),
- «Tout n’est pas rose» (1877),
- «Vanina» (1879),
- «Bonheur manqué» (1879).

Успех имели его пьесы:
- «Le Vertige» (1873),
- «Un drame sous Philippe II» (1875),
- «Les deux fautes» (1872),
- «Le calice», «Le comte Marcelli», «L’infidèle» (1891),
- «La chance de Françoise» (1888),
- «L’amoureuse» (1897),
- «Le passé» (1897),
- «Théâtre d’amour» (1898).